# كريس واتس
كريس واتس (بالإنجليزية: Chris Watts)‏ هو مهندس أمريكي، ولد في 16 يونيو 1965 في بالم سبرينغس في الولايات المتحدة.

## وصلات خارجية
- كريس واتس على موقع IMDb (الإنجليزية)
- كريس واتس على موقع قاعدة بيانات الفيلم (الإنجليزية)